# Хурхинский сельсовет
Хурхинский сельсовет — административно-территориальная единица и муниципальное образование со статусом сельского поселения в Лакском районе Дагестана Российской Федерации.
Административный центр — село Хурхи.

## Население
| 2002 | 2010 | 2012 | 2013 | 2014 | 2015 | 2016 |
| ---- | ---- | ---- | ---- | ---- | ---- | ---- |
| 735  | ↘718 | ↘697 | ↘684 | ↘673 | ↘663 | →663 |
| 2017 | 2018 | 2019 | 2020 | 2021 | 2023 | 2024 |
| ↘659 | ↘655 | ↘647 | ↗649 | ↗662 | ↗669 | ↘666 |

## Состав
| № | Населённый пункт | Тип населённого пункта       | Население |
| - | ---------------- | ---------------------------- | --------- |
| 1 | Кундах           | село                         | ↗47       |
| 2 | Хурхи            | село, административный центр | ↘615      |